# Vyznamenání za umění a vědu
Vyznamenání za vědu a umění (německy: Ehrenzeichen für Kunst und Wissenschaft), také zvané literis et artibus („Vědám a umění“ – řádové heslo), založil císař František Josef I. roku 1887 jako rakousko-uherské vyznamenání pro vědce a umělce. Zanikl v roce 1918.
Vyznamenání nahradilo dosud udělované zlaté medaile „Literis et artibus“, které nebyly určeny k nošení a bylo řídce udělováno za kulturní a vědecké zásluhy. Medaile byla udělována v jednom stupni a nosila se na červené stuze kolem krku. Ideově, heslem a barvou stuhy na něj navazuje Čestný odznak Za vědu a umění Rakouské republiky.
Z Čechů je nosil například Antonín Dvořák, Josef Václav Myslbek, Václav Brožík, Jaroslav Vrchlický, Jaroslav Goll a Antonín Randa.